# 안와르 제인

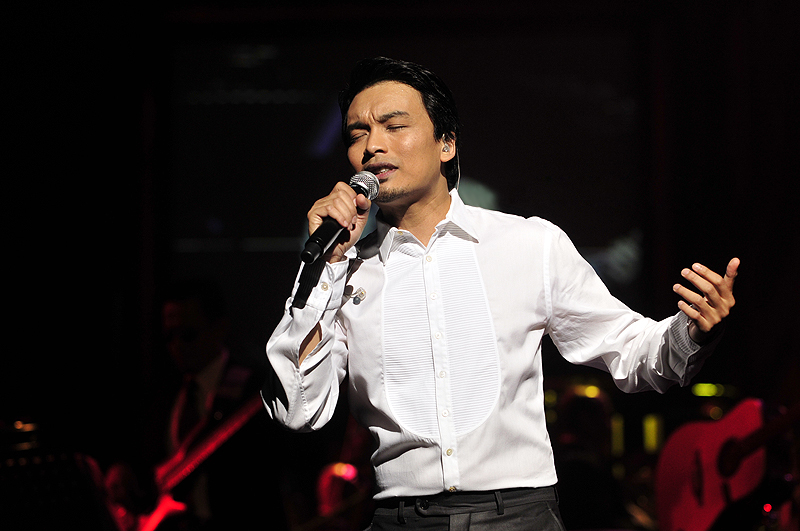

안와르 제인(말레이어: Anuar Zain)은 말레이시아의 가수이다. 1983년 엘리나 라작과의 듀오인 안와르와 엘리나 소속으로 데뷔했으나 1988년 와해하고 활동을 중단했으며, 이후 1998년 <Anuar Zain>으로 솔로로 전환했다. 2016년까지 9장의 앨범을 냈다. 그는 인기 가수 지아나 제인의 남동생이다.